# Rhamdia humilis
Rhamdia humilis (Bagre del río Guaire) es una especie de pez de la familia Pimelodidae en el orden de los Siluriformes.

## Morfología
Los machos pueden llegar alcanzar los 18,1 cm de longitud total.

## Distribución geográfica
Es una especie endémica de Venezuela que habita la cuenca del río Tuy

### Hábitat
Es un pez de agua dulce que suele habitar en ríos y quebradas de aguas transparentes, muy oxigenadas y torrentosas, que se originan en la montaña o piedemonte.

## Estado de conservación
Rhamdia humilis está señalada en estado vulnerable, la principal razón para esta clasificación es debido a la alta intervención que ha experimentado su hábitat por acción de actividades humanos a la largo de toda la cuenta tanto del río Tuy